# Masters de Madrid 2009
El Masters de Madrid 2009 (también conocido como Mutua Madrileña Masters Madrid por razones de patrocinio) fue un torneo de tenis jugado sobre tierra batida. Fue la octava edición de este torneo. El torneo masculino formó parte de los ATP World Tour Masters 1000 en la ATP. Se celebró entre el 9 y el 17 de mayo de 2009.

## ATP Entradas

### Cabezas de serie
| Jugador               | País            | Ranking | Cabezas De Serie |
| --------------------- | --------------- | ------- | ---------------- |
| Rafael Nadal          | España          | 1       | 1                |
| Roger Federer         | Suiza           | 2       | 2                |
| Novak Djokovic        | Serbia          | 3       | 3                |
| Andy Murray           | Reino Unido     | 4       | 4                |
| Juan Martín del Potro | Argentina       | 5       | 5                |
| Andy Roddick          | Estados Unidos  | 6       | 6                |
| Fernando Verdasco     | España          | 7       | 7                |
| Gilles Simon          | Francia         | 8       | 8                |
| Jo-Wilfried Tsonga    | Francia         | 9       | 9                |
| Nikolay Davydenko     | Rusia           | 11      | 10               |
| Stanislas Wawrinka    | Suiza           | 13      | 11               |
| David Ferrer          | España          | 14      | 12               |
| Marin Čilić           | Croacia         | 15      | 13               |
| James Blake           | Estados Unidos  | 16      | 14               |
| Radek Štěpánek        | República Checa | 17      | 15               |
| Tommy Robredo         | España          | 18      | 16               |

- Cabezas de serie basado en el ranking del 4 de mayo de 2009.

### Otras entradas
Los siguientes jugadores recibieron comodines en el cuadro principal:
- Juan Mónaco
- Juan Carlos Ferrero
- Óscar Hernández
- Croacia Ivan Ljubičić

Los siguientes jugadores recibieron la entrada del sorteo de clasificación:
- Teymuraz Gabashvili
- Juan Ignacio Chela
- Alemania Tommy Haas
- Italia Marco Crugnola
- Guillermo Cañas
- Eduardo Schwank
- Italia Fabio Fognini

## WTA Entradas

### Cabezas de serie
| Jugador                 | País           | Ranking* | Cabezas de serie |
| ----------------------- | -------------- | -------- | ---------------- |
| Dinara Safina           | Rusia          | 1        | 1                |
| Serena Williams         | Estados Unidos | 2        | 2                |
| Elena Dementieva        | Rusia          | 3        | 3                |
| Jelena Janković         | Serbia         | 4        | 4                |
| Venus Williams          | Estados Unidos | 5        | 5                |
| Svetlana Kuznetsova     | Rusia          | 8        | 6                |
| Victoria Azarenka       | Bielorrusia    | 9        | 7                |
| Nadia Petrova           | Rusia          | 10       | 8                |
| Caroline Wozniacki      | Dinamarca      | 11       | 9                |
| Agnieszka Radwańska     | Polonia        | 12       | 10               |
| Marion Bartoli          | Francia        | 13       | 11               |
| Flavia Pennetta         | Italia         | 14       | 12               |
| Alizé Cornet            | Francia        | 15       | 13               |
| Anabel Medina Garrigues | España         | 16       | 14               |
| Zheng Jie               | China          | 17       | 15               |
| Kaia Kanepi             | Estonia        | 19       | 16               |

- Cabezas de serie basado en el ranking del 4 de mayo de 2009.

### Otras entradas
Los siguientes jugadores recibieron comodines en el cuadro principal:
- Virginia Ruano Pascual
- Nuria Llagostera Vives
- Lourdes Domínguez Lino
- Silvia Soler Espinosa

Los siguientes jugadores recibieron la entrada del sorteo de clasificación:
- Roberta Vinci
- Yelena Vesnina
- Colombia Mariana Duque Marino
- Francia Aravane Rezaï
- Varvara Lepchenko
- Uzbekistán Akgul Amanmuradova
- Vera Dushevina
- Alemania Anna-Lena Grönefeld

## Campeones

### Individuales masculinos
Roger Federer vence a  Rafael Nadal, 6–4, 6–4.

### Dobles masculinos
Daniel Nestor /  Nenad Zimonjić vencen a  Simon Aspelin /  Wesley Moodie,  6–4, 6–4.

### Individuales femeninos
Dinara Safina vence a  Caroline Wozniacki, 6–2, 6–4.

### Dobles femeninos
Cara Black /  Liezel Huber vencen a  Květa Peschke /  Lisa Raymond, 4–6, 6–3, 10–6.